# Club Deportivo Villamuriel
El Club Deportivo Villamuriel es un club de fútbol de España, de la provincia de Palencia. Fue fundado en 1976. En la actualidad juega en el Grupo A de Primera División Regional tras el descenso en la temporada 2016/2017 en el que jugaba en el Grupo VIII de la Tercera División.

## Historia
El Club Deportivo Villamuriel se fundó el 17 de septiembre de 1976 y debutó en Segunda División Regional (2 liga provincial) ese mismo año, consiguiendo el subcampeonato que le valió para ascender a Primera División Regional (1 liga Provincial). Después de cuatro años en la categoría, un nuevo subcampeonato en la temporada 1980-1981 le dio el ascenso por primera vez a Primera División Regional Preferente.
Después de dos años, en 1983 descendió a Primera División Regional (1 Provincial), hasta que la temporada 1990-1991 volvió a finalizar subcampeón y retornó a Primera División Regional Preferente. Esta vez la aventura fue algo más duradera, ya que conservó la categoría cuatro años, volviendo a Primera División Regional (1 Provincial) en 1995. Por primera vez en la temporada 1998-1999 consiguió ser campeón de grupo y volvió a ascender a Primera División Regional Preferente, donde esta vez duró un solo año que le llevó de vuelta a la recién renombrada Primera División Provincial. Después de seis años, su segundo campeonato provincial le llevó de vuelta a la renombrada Primera División Regional Aficionados en 2006 donde conservó la categoría nueve años más. Por primera vez en la temporada 2014-2015 consiguió ser subcampeón de liga y hacer historia tras ascender por primera vez a Tercera División Nacional donde estuvo 2 temporadas tras descender en la 2016-2017 a solo 4 puntos de la permanencia. En 2023 el equipo desciende a Primera División Provincial, pero tras la renuncia de 3 equipos, la federación lo repesca y sigue compitiendo en la Primera División Regional en 2024 consigue ser subcampeón y tras la implantación por parte de la federación de una nueva 2 fase, juega los nuevos playoffs de ascenso a Tercera RFEF donde quedo eliminado, tras quedar tercero de los cuatro equipos que jugarón los playoffs, la federación tras dos cambios administrativos de dos equipos le da la plaza para jugar por primera vez la fase previa de la Copa S.M. del Rey la cual se clasifica hasta jugar la 1ª eliminatoria, actualmente compite en Primera División Regional del Grupo A de Castilla y León.

### Creación
Un grupo de chavales por aquel entonces se reunieron en el Restaurante "El Bodegón" para constituir el Club Deportivo Villamuriel. El 17 de septiembre de 1976 se mando una carta a la Federación donde decía; Con el nombre del membrete "Club Deportivo Villamuriel" se ha formado, en está localidad, un equipo para la práctica del fútbol, representado por la directiva reseñada al margen, que solicita a vd, inscripción como tal equipo de fútbol en la sede de esa Federación y ser admitido, al propio tiempo, para participar en la próxima competición en la categoría de 2ª Regional (Ahora 2ª Provincial). No dudamos en ser complacidos en nuestros deseos y en tal  inteligencia y pendientes de sus instrucciones sobre el particular aprovechamos la ocasión para saludarlo atentamente. Dios guarde a vd muchos años. El Presidente Pedro García Martínez. El 9 de diciembre de 1976,poco después de haberse formado y creado el club. Don Silviano Pérez Cianca, manda una carta al Palacio de la Zarzuela con un carnet de socio del CD Villamuriel para por aquel entonces S.A.R el Príncipe Don Felipe, ahora Rey de España. 
El martes 12 de mayo de 1981 se produce una de las mayores goleadas en campeonato del CDV fue el CD Villamuriel 13 - CD Becerril 0.  
Lo jugadores  del Villamuriel fueron: Abarquero, Pinacho, Capullo, Aguado, Martínez, Teodoro, Carretero, Gallego, Pajares, Paredes y Del Barco.

Por el CD Becerril: Antolin, Miguel, Carrillo, Hernando, Asenjo, Dionisio, Guzon, Herrero, Lucinio, Bermudez y Pedro. Pocos datos desde entonces se han podido recuperar sobre la historia del Club Deportivo Villamuriel desde 1976 hasta el 2012.
*Junto a Pedro García Martínez en la Junta Directiva participaron: Victorino Becerril Melendre, Silviano Pérez Cianca, Julio López García, Carmelo Varas Pobes, Federico Merino Herrera, Porfirio Garrido y Remigio Obispo.

### Temporada 2012/2013
Tras la marcha anunciada de la junta directiva presidida por Raúl Aparicio, la incertidumbre se cernía sobre el futuro del Club Deportivo Villamuriel dado que al finalizar la temporada 11-12 en mayo, no había candidato alguno. Fue un grupo de jugadores quienes se reunieron para visitar el Bar “La Esclusa 33” donde allí ayudaba a su padre un joven llamado Javier Ramírez que ya venía ayudando al club en esa temporada y que animaban a que se presentase para ser el futuro presidente. Tras varias reuniones impulsadas por varios jugadores con Javier, este analizó la dramática situación del Club al borde de que el equipo no saliese a competir esa temporada he incluso peligraba la desaparición cuando Javier Ramírez dio un paso al frente y empezó a conformar la que fuera la futura *junta directiva. El 21 de junio de 2012 estando presente la concejalía de deportes Elena García del Excmo. Ayuntamiento de Villamuriel y según lo dispuesto en los artículos 17 y 18 de los Estatutos Sociales de la Asociación, fue el día que se hizo el proceso electoral y el resultado de los votos de los allí presentes, aunque según estatutos no había obligación de votar ya que solo había una candidatura, fueron favorables por mayoría con solo 1 abstención.
El 9 de agosto de 2012 se celebró una asamblea con los socios a los que se presentó el nuevo proyecto de cara a los próximos cuatros años, un proyecto que nunca antes se hubiese escuchado, ya que un mes antes, más exactamente el 8 de julio de 2012, el presidente concedía su primera entrevista al periódico “El Norte de Castilla” donde Javier Ramírez dijo: "Queremos hacer un proyecto a corto-medio plazo para ascender a Tercera División" algo que sería histórico y que era el sueño de todo aficionado al Club. El presupuesto fue muy similar al de la temporada anterior, 30.000€; manteniéndose las cuotas de los socios, general 25€ y honor 50€, por aquel entonces había 131 socios. Nueva directiva, nueva equipación y nuevo patrocinador. La nueva equipación fue hecha por la empresa palentina llamada Discobolo. En cuanto al Patrocinador; tras varias reuniones y negociaciones entre el gerente de la empresa Jose Ramón y el presidente del club Javier Ramírez, se alcanzó el acuerdo de la firma entre el club y Plásticos Magonsa para los próximos 3 años, sin duda una alegría debido a los tiempos en crisis en el que el país estaba atravesando.  
En el apartado deportivo se optó por la continuidad de *Roberto Revuelta, un entrenador con experiencia en la categoría y con la continuidad de jugadores como Iker Muñoz, Roncho, Héctor Amor, Chema Torres, Diego Valencia, Jesús Ramírez, David de la Sierra, Tuco, Javi de Prado, Miguel Blanco, Alberto Domingo, Diego Ferreras, Luis Javier Celada, Hugo Sambade y Daniel Salvador. 
Las incorporaciones fueron; Mohamed Ahmed (CF Palencia), Cristian Panucci (CD Villalobon), Alberto Pérez (CF Venta de Baños), Mario Merlo, Víctor Merino (CIA) y Diego Rubio (Atco Aguilar).
Se cosecharon dieciséis partidos ganados, cinco empatados y trece derrotas con 55 goles a favor y 44 en contra, lo que llevaron al equipo a situarse en *9º posición con 53 puntos.

Sin duda, el gran logro del curso aparte de la firma con el nuevo patrocinador, fue que, por primera vez, el Club tenía presencia en la nueva era digital con toda la información disponible en una nueva web – www.cdvillamuriel.blosgpot.com – la afición ya podía saber lo que ocurría en los desplazamientos minuto a minuto en cada partido a través de las redes sociales como twitter o Facebook. El Club contaba con Merchandise disponible por primera vez ya que nunca antes se había hecho, el aficionado llenaba de color la Aguilera con la bufanda y pin para animar a su equipo.

- Junto a Roberto Revuelta en el Cuerpo Técnico participaron: Alberto González y Bure (Fisioterapeuta),Oscar Aparicio y Francisco Ramírez como Delegados.
- Junto a Javier Ramírez en la Junta Directiva participaron: Miguel Becerril, Francisco Bajo, Alfredo Liedo, Roberto Gutiérrez, Daniel Salvador, Isaac Moras, Roberto Ordas, David Gómez, Jorge Ramírez y David Meneses.

- El Campeón fue la CyD Cebrereña -72 puntos-, al que continuaron CD Becerril -72 puntos-, los dos ascendieron a Tercera División. Descendieron: CD Quintanar, Bosco Arévalo, Castilla Palencia y CD Raudense. Junto al CD Villamuriel el grupo estaba compuesto por 18 equipos entre ellos otros 3 equipos de la provincia: 2º CD Becerril, 7º CD Palencia y 17º Castilla Palencia.

### Temporada 2013/2014
La Junta Directiva seguía trabajando con la ilusión de principiante en su segunda temporada al frente del club. El presupuesto fue algo más elevado al de la temporada anterior de 30.000€; la cuota de los socios se mantuvo en general (hombre y mujer) 25€, honor subió a 60€ con el regalo de una bufanda y se crearon los nuevos carnets de joven que serían aquellos que no fuesen mayores de 18 años 10€ y el de niño no mayor de 12 años 3€, por aquel entonces el número de socios crecía con una buena campaña de socios y subía a los 347 socios, 216 socios más que la anterior temporada. La directiva decidió que el pase que se regalaba a los jugadores se mantendría, pero aparte se le regalaría el carnet de socio, por lo que ahora los jugadores y cuerpo técnico contaban como un socio más, lo mismo sucedió con todos los jugadores de la Escuela Municipal de ahí el gran aumento de número de socios en esta temporada. Por primera vez el Ayuntamiento de Villamuriel y el Club Deportivo Villamuriel llegan a un acuerdo para renovar la firma de filialidad con la Escuela Municipal. Se reunieron Carlos Morchón alcalde de Villamuriel, Elena García concejal de deportes, Javier Ramírez presidente del Club Deportivo Villamuriel y Alfredo Liedo directivo del Club que pasaría a ser el nuevo coordinador de la Escuela Municipal (Club Deportivo Deporte Base Villamuriel) tras la destitución del anterior coordinador Manuel Infante “Lolo”. El Ayuntamiento ofreció al Club que la gestión de la Escuela pasase a ser del Club y así unir aún más ambos clubes, aunque solo duró 3 años debido al cambio de gobierno en el ayuntamiento y gestiones administrativas que no se podían llevar a cabo debido a que nunca fue una fusión sino una filialidad. Durante esos 3 años la escuela municipal con la labor de Alfredo y Javier pasó a vestir la misma indumentaria que la que llevaba el Club Deportivo Villamuriel con el mismo escudo y los mismos colores ya que la idea fue que ambos clubes se sintiesen identificados en uno solo.
El 9 de Octubre de 2014 como novedad se presentá por primera vez el Himno del Club Deportivo Villamuriel un himno muy pop, rock, moderno y actual, pegadizo para los aficionados.
En el apartado deportivo se hizo varios retoques que el entrenador Roberto Revuelta pedía para seguir escalando posiciones en la clasificación. Defendiendo la portería continuaban Roncho e Iker Muñoz, en la defensa; Héctor Amor, Diego Valencia, Chema Torres, Jesús Ramírez, Víctor Merino y Diego Rubio. Como mediocentros; Alberto Pérez, Pablo López "Tuco" (Capitán),Alberto Domingo y Javier De Prado. En la delantera; Christian Panucci, Mohamed Ahmed y Daniel Salvador.
Las incorporaciones fueron; Daniel Gatón (filial juvenil) Iván Mínguez (CIA), Fran Hontiyuelo (desconocido), Mateo Caballero (CD Simancas), Sergio Abril (CD Castellón) y Aitor Martínez (CD Becerril).
Bajas: Miguel Blanco (CD Becerril), Mario Merlo, Hugo Sambade, Luis Javier Celada, Diego Ferreras y David de la Sierra (CD Monzón).

Sin duda el mejor fichaje fue el de Aitor Martínez en el mercado de invierno, el delantero estaba actualmente en el CD Becerril y el presidente Javier Ramírez mediante Sergio Abril que era amigo de Aitor se puso en contacto con él durante el regreso de un viaje. Al día siguiente mantuvo conversaciones con el club al que pertenecía para la negociación y realizar ese fichaje que se zanjo en una crepería de la ciudad palentina para la firma del delantero que tanto necesitaba el CD Villamuriel para dar un paso más. Fue llegar y marcar en el primer partido en el Burgo de Osma ante el Sporting Uxama con la elástica verdinegra el 22 de diciembre del 2013, consiguió un hat-trick ante el CF Tiemblo el 16 de marzo de 2014 en un partido donde el Villamuriel perdía por 0-2 y acabó ganando por 2-6. El Delantero Aitor Martínez acabaría la segunda vuelta con 12 goles en 5 meses y todo hacía indicar que para la siguiente temporada daría muchas alegrías a la parroquia cerrateña 

- Junto a Roberto Revuelta en el Cuerpo Técnico participaron: Alberto González y Bure (Fisioterapeuta),Oscar Aparicio y Francisco Ramírez como Delegados.
- Junto a Javier Ramírez en la Junta Directiva participaron: Miguel Becerril, Francisco Bajo, Alfredo Liedo, Daniel Salvador, David Gómez, Jorge Ramírez y David Meneses.
- El Campeón fue el CD Mirandes B-81 puntos-, al que continuaron Burgos Promesas -70 puntos-, los dos ascendieron a Tercera División junto con el CD Palencia –63 puntos– ya que ese año subió el Astorga a 2ª División B y el mejor 3º clasificado de la regional tuvo plaza en Tercera División. Descendieron: Bosco de Arevalo, CD Sotillo, CD Quintanar Palacio y CF El Tiemblo. Junto al CD Villamuriel el grupo estaba compuesto por 17 equipos entre ellos otros 2 equipos de la provincia: 3º CD Palencia y 7º Velilla.

### Temporada 2014/2015
EL AÑO QUE EL CLUB DEPORTIVO VILLAMURIEL HIZO HISTORIA. El SUEÑO DE LA TERCERA DIVISIÓN NACIONAL SE HIZO REALIDAD.
La temporada 2014/2015 finalizó con un imaginado ascenso a Tercera División Nacional, el mayor éxito en los más de 40 años de historia del fútbol por aquel entonces en la localidad cerrateña. 
Fue una temporada exitosa, solo dos derrotas y con imbatibilidad en el feudo del "Rafa Vázquez" que cada jornada veía el crecimiento de cada vez más público presenciando los encuentros y es que se veía que la temporada de los de Francis Olea que oscilaban los primeros puestos jornada tras jornada iban camino de alcanzar el sueño de un pueblo entero, el de un ascenso a categoría nacional por primera vez. 
Uno de los partidos para el recuerdo fue el que enfrento a los dos conjuntos que estuvieron entre el segundo y primer puesto durante la mayor parte de la temporada, el Unami CP y el CD Villamuriel, fue uno de esos días en los que bien temprano ya respiraba fútbol en la localidad cerrateña, esa tarde el Villa dio un paso de gigante en su lucha por la Tercera sumo cuatro puntos, los tres del partido y el golaverage ante el Unami con los goles de Dani y Fran.La prensa se hizo eco de todo ello y como escribió el Diario Palentino: El cuadro cerrateño ha logrado un éxito incluso más dificultoso de alcanzar que la Tercera División: recuperar la afición en Villamuriel.Hacia mucho tiempo que en la antigua Aguilera no se veía tanto público.Ha vuelto la ilusión por el fútbol en la localidad cerrateña, la misma que transmite una plantilla comprometida por la causa, un técnico tremendamente cualificado con el que se ha dado un salto de calidad y una joven directiva que trabaja con mucho acierto y dedicación.Es una familia, la familia perfecta!.
Así fue que finalmente lo merecieron, pero finalizo la temporada con un sabor agridulce ya que el ascenso en el campo en el último partido de liga se vio truncado tras la decisión de la Federación en excluir al CD Cuellar Balompié por doble incomparecencia en la segunda vuelta ya que los puntos obtenidos en esa segunda vuelta se restaban y al Villamuriel que le había ganado al CD Cuellar por 0-4 en Santa Clara le restaron 3 puntos, de estar primero paso a estar tercero a falta de 5 jornadas para concluir la liga. Por entonces beneficio al Sporting Club Uxama equipo con el que el Villamuriel estaba luchando por ganar la liga junto al CP Unami ,la norma beneficio al Sporting Uxama que en la segunda vuelta empató con el CD Cuellar y solo le restaron 1 punto. Norma que el presidente Javier Ramírez hizo hincapié en la Federación de que perjudicaba gravemente al que ganaba en el campo. 
La liga acabó con el Sporting Uxama como primero con 68 puntos (20 victorias, 8 empates y 3 derrotas) el Villamuriel 2º con 67 puntos (19 victorias,10 empates y solo 2 derrotas las dos como visitantes ante el Unami y Briviesca) el Villamuriel batió el récord de imbatibilidad en su campo ya que no perdió ni un solo partido en toda la temporada. Tampoco le daba como mejor segundo de los 2 grupos ya que el Ciudad Rodrigo del Grupo B tuvo mejor coeficiente, ni tampoco en la espera a que algún club de Tercera del grupo VIII subiese a Segunda División B como se había producido en los últimos años, sino que encima descendía el Zamora CF de 2a B a Tercera y producía el arrastre de la CYD Cebrereña que finalmente fue salvado gracias al ascenso de la Arandina a 2a B el cual le debería de haber dado la plaza merecida al Villamuriel. Durante los meses de Mayo a Junio el presidente mantenía conversaciones con la federación por el caso "Salmantino" ya que la Real Federación Española de Fútbol había ganado judicialmente el auto del 23 de diciembre en el que la Audiencia Provincial fallaba que la Federación no debió de verse obligada, bajo apercibimiento de sanción, a escribir al Salmantino en las mismas categorías que ostentaba la cantera de la desaparecida Unión Deportiva Salamanca debido a un fallo durante el proceso de cesión de los derechos federativos, la RFEF ordenaba el descenso del equipo de Tercera División y todas sus categorías a la última categoría por lo que la plaza del Salmantino quedaba libre y es cuando se produjo la ansiada llamada de la Federación para ofrecer esa plaza libre.
El 4 de julio de 2015 el presidente manda la confirmación a través de un e-mail sobre la Aceptación de la plaza vacante en Tercera División Nacional por lo que el Club Deportivo Villamuriel se convertía en nuevo equipo de la categoría de bronce en el fútbol español. Se hizo justicia en el fútbol para el Villamuriel que se ganó en el campo y con creces el Campeonato de Liga en Regional Preferente y por consiguiente el ascenso a Tercera División Nacional.
El pueblo se volcó con el club tras hacer historia y el Excmo Ayuntamiento les otorgo el ser pregoneros de las fiestas patronales de la Virgen y San Roque, el equipo fue montado en un camión recorriendo las calles de Villamuriel al grito de ¡A Tercera Oeee! , una plaza abarrotada de gente esperaba a su equipo a escuchar el pregón donde directiva, cuerpo técnico y jugadores daban el chupinazo de las fiestas y continuaban la fiesta de celebración pensando en otra nueva he ilusionante temporada en la nueva categoría. El 10 de diciembre la Diputación nomino al CDVillamuriel para el premio al Mejor Club 2015 y tras una votación la entidad quedó empatada a puntos con otra, la cual fue ganadora ya que el voto de la presidenta valía doble en caso de empate. También ese mismo mes en la Gala de la Real Federación de Castilla y León de Fútbol mediante la delegación de Palencia el presidente de la federación Marcelino Maté, entrego a Javier Ramírez presidente del Club Deportivo Villamuriel el premio como Mejor Club. El club era un referente en la provincia de Palencia ya que estaba en pleno auge y ya con el equipo compitiendo en Tercera División Nacional.
En el apartado deportivo se fichó a Francis Olea como nuevo entrenador. Defendiendo la portería continuaban Iker Muñoz, en la defensa; Héctor Amor, Iván Mínguez, Diego Valencia, Chema Torres, Jesús Ramírez, Víctor Merino, Diego Rubio y Fran Hontiyuelo. Como mediocentros; Pablo López "Tuco" (Capitán) y Alberto Domingo. En la delantera; Aitor Martínez, Sergio Abril, Mohamed Ahmed y Daniel Salvador
Las incorporaciones fueron; Javi "Porterucho" (Castilla Palencia),Luis Javier Celada (Regreso), Jorge González (Castilla Palencia),Sergio Obeso (CD Palencia) y Fran Fernández (CD Becerril).
Bajas: Roncho (se retiró), Alberto Pérez (Venta de Baños), Javier de Prado (desconocido), Christian Panucci (desconocido).

- Junto a Francis Olea en el Cuerpo Técnico participaron: Sergio Fernández (Segundo Entrenador), Jonathan Navarro (Preparador Físico), Bure (Fisioterapeuta), Oscar Aparicio y Francisco Ramírez como Delegados.
- Junto a Javier Ramírez en la Junta Directiva participaron: Miguel Becerril, Francisco Bajo, Alfredo Liedo, Daniel Salvador, David Gómez y Jorge Ramírez.

Todos los nombrados anteriormente quedarán escritos en las páginas de la historia del Club Deportivo Villamuriel ya que consiguieron la mayor hazaña, la de ascender por primera vez en toda su historia a la categoría bronce del fútbol español, la Tercera División Nacional.
- El Campeón fue el Sporting Club Uxama-68 puntos-, al que continuaron CD Villamuriel -67 puntos-, los dos ascendieron a Tercera División. Descendieron: Bosco de Arévalo, CD Raudense, CD Universidad de Burgos y CD Cuellar. Junto al CD Villamuriel el grupo estaba compuesto por 17 equipos entre ellos otro equipo de la provincia: 6º CF Venta de Baños.

### Temporada 2015/2016
LA ILUSIÓN DE LA TERCERA DIVISIÓN.
La historia del ascenso del CD Villamuriel es la crónica de su lucha por subir de categoría, desde divisiones inferiores hasta la Tercera División Nacional, implicó temporadas de esfuerzo, superación de obstáculos y la celebración de victorias y ascensos, a menudo con momentos de gloria y decepción.Mucho trabajo detrás desde q finaliza la anterior temporada en la que una junta directiva se volcó como venía haciendo pero esta vez había que duplicar el presupuesto para sacar adelante una nueva temporada en una nueva categoría en una nueva ilusión para todo un pueblo.
Aquel verano del 2015 no se hablaba más, que del "Villa" y no solo en Villamuriel, sino en toda la provincia y a nivel nacional! ,aquellos que en su día tuvieron que inmigrar mandaban sus mensajes a las redes sociales presumiendo de que el equipo de su pueblo estaba en categoría nacional, o gente que conocía el pueblo o tenían conocidos o amigos se alegraban del ascenso, comprar periódicos como el As o el Marca... ver al Villamuriel en una de sus páginas era algo nunca visto, durante la temporada iban a verlo en la típica clasificación de la categoría bronce del fútbol español, por aquel entonces era la cuarta categoría.Sin duda este equipo, directiva y afición habían conseguido poner a Villamuriel en el mapa del fútbol del fútbol español.A largo de ese verano se batió un nuevo record en la historia del club, nada más y nada menos que 631 socios/as, un 10% de la población se hizo el carnet de los diferentes tipos; 261 Hombre, 71 Mujer, 35 Jubilado,61 Joven,44 Niños,9 Honor y 150 Canteranos.
En el Campo Municipal "Rafael Vázquez" se mejoraba en césped y en las instalaciones como la novedad de la sala de prensa para cumplir con lo que exigia la nueva competición. Y es que allí ya se iban a presenciar partidos, algunos de ellos ante equipos de capital, como eran el Zamora CF, Gimnástica Segoviana CF , Unionistas de Salamanca CF, Real Ávila, filiales como el Numancia , Mirandes o Burgos CF , equipos míticos de la categoría como el Astorga CF ,Bembibre , Atco Tordesillas o La Bañeza ,o derbis ante el CD Palencia , Cristo Atco o Becerril.
Aquella pretemporada dejó un partido también para la historia ya que por primera vez el Club Deportivo Villamuriel se enfrentó a un equipo de 1ª División el Club Al Khaleej de Arabia Saudí este encuentro traería cola ya que la RFCYLF y RFEF abriría un expediente disciplinario al CD Villamuriel al considerar que la celebración de partidos entre equipos pertenecientes a la FIFA precisará de la previa y expresa autorización de la RFEF al considerarse "partido internacional", el presidente Javier Ramírez recurrió llegando hasta al TAD (Tribunal Administrativo del Deporte), donde finalmente se estimo el recurso dejando así definitivamente sin efecto la resolución de Apelación de la RFEF.
El 22 de Agosto de 2015 se estrena el Club Deportivo Villamuriel en Tercera División en un partido repleto de gente que le enfrentaría ante otro equipo de la provincia, el CD Becerril, seria el primer derbi más provincial que nunca, se adelantó el Becerril con gol de Melero 0-1, luego Aitor que marcaba la diferencia se marchó antes de disparar lejos del alcance del portero 1-1 y luego centro para el cabezazo inapelable y colocado de César Simón 2-1, pero no se pudo celebrar el éxito ,porque un penalti, por una mano de Marcos hizó que Jorge Crespo empatara el partido.
El 1 de Septiembre de 2015 San Antolín patrón de Palencia en el día grande de las fiestas de la capital palentina, buena presencia de publico, muchos de la afición cerrateña, fue el día en el que el CD Villamuriel disputaría su primer partido fuera y en el Estadio de la Nueva Balastera en la Jornada 2 de Liga, primera vez que pisaba jugaría allí en competición oficial, nuevo derbi seguido, esta vez ante el CD Palencia que ese año ascendería a 2aB , el resultado fue de 3-0 para el Palencia que hizó valer el peso de la lógica 1-0, minuto 6: Diego Torres, de cabeza, en el segundo palo, tras saque de esquina. 2-0, minuto 23: Nueva jugada de estrategia, tras saque de esquina, peinando Durántez. 3-0, minuto 87: Enorme pase de David Álvarez sobre Moré, que marca ante la salida de Alberto entre sus piernas. 
El 19 de Septiembre de 2015, 18 meses después, el record de imbatibilidad en casa se acabaría ante La Bañeza FC por 1-2 que dejó el Rafael Vázquez Sedano en un silencio que no se vivía desde hace casi año medio, y es que los cerrateños llevaban todo ese tiempo sin perder en casa.
En el apartado deportivo se renovó como Entrenador a Francis Olea , en la Defensa; Héctor Amor, Diego Valencia, Chema Torres, Jesús Ramírez, Víctor Merino y Diego Rubio. Como Mediocentros; Pablo López "Tuco" (Capitán) y Jorge González. Los Delanteros; Aitor Martínez y Daniel Salvador
Las incorporaciones fueron; Los Porteros Alberto Martínez (CD Palencia) y Miguel Ángel Sevillano (CD Becerril), Defensas: Pablo García Cabeza (CF Venta de Baños), Mediocentros: Marcos Belerda (CD Palencia), Iván López (CD Palencia), Fernando Sánchez (CD Parquesol), Enrique Becerril (CD Becerril) y Delanteros: César Simón (CD Palencia), Javier Rodriguez "Javichi" (CD Palencia) y Sergio Sáez (CD Parquesol).
Bajas: Iker Muñoz,Javi "Porterucho",Luis Javier Celada,Iván Mínguez, Fran Hontiyuelo, Alberto Domínguez,Sergio Abril,Mohamed Ahmed, Fran Fernández y Sergio Obeso
Junto a Francis Olea en el Cuerpo Técnico participaron: Sergio Fernández (Segundo Entrenador), Jonathan Navarro (Preparador Físico), Bure (Fisioterapeuta), Oscar Aparicio y Francisco Ramírez como Delegados.
Junto a Javier Ramírez en la Junta Directiva participaron: Miguel Becerril, Francisco Bajo, Alfredo Liedo, Daniel Salvador, David Gómez y Jorge Ramírez.
Todos los nombrados anteriormente quedarán escritos en las páginas de la historia del Club Deportivo Villamuriel ya que fuerón los primeros en competir y gestionar el club en Tercera División Nacional.
- El Campeón fue el Zamora CF -84 puntos-, al que continuaron Gimnástica Segoviana CF -77 puntos-, CD Palencia -75 puntos-,Villaralbo CF -71 puntos- que se clasificaron para disputar la Fase de Ascenso a Segunda División B.El CD Villamuriel fue equipo revelación en decimotercera plaza con -46 puntos-. Descendieron: Ciudad Rodrigo CF,UD Santa Marta y CD Becerril. Junto al CD Villamuriel el grupo estaba estaba compuesto por 20 equipos entre ellos otros 3 equipos de la provincia: 3º CD Palencia,16º CD Cristo Atletico y 20º CD Becerril.Temporada 2015/2016

### Temporada 2016/2017
En el apartado deportivo se ficho a Mario Prieto como Entrenador hasta el mes de enero que se volvió a incorporar Francis Olea ,continuaron en la Porteria; Miguel Ángel Sevillano "Sevi", Defensa; Héctor Amor, Diego Valencia, Chema Torres, Jesús Ramírez, Víctor Merino,Diego Rubio y Pablo García. Como Mediocentros; Pablo López "Tuco" (Capitán), Jorge González,Marcos Belerda, Iván López y Fernando Sánchez. Los Delanteros; César Simón, Javier Rodriguez "Javichi" y Sergio Sáez.
Las incorporaciones fueron; Porteros: Ruben Ruiz "Rubo" (CD Becerril), Mediocentros: Juan de Antón (UD Sur Valladolid),Javier Navarro (UD San Fernando),  Delanteros: Jose Luis Giralte "Tato" (Betis Valladolid CF),Andrés Estevez Novoa "Chino" (Betis Valladolid CF), Emilio Pérez "Emi" (UD Sur Valladolid), Oliver González (Atco Tordesillas).
Bajas:Alberto Martínez,Enrique Becerril, Aitor Martínez,Daniel Salvador.No finalizaron la temporada: Mario Prieto, Javier Navarro, Emilio Pérez "Emi" y Andres Estevez Novoa "Chino".
Junto a Francis Olea en el Cuerpo Técnico participaron: Sergio Fernández (Segundo Entrenador), Jonathan Navarro (Preparador Físico), Bure (Fisioterapeuta), Oscar Aparicio y Francisco Ramírez como Delegados.
Junto a Javier Ramírez en la Junta Directiva participaron: Miguel Becerril, Francisco Bajo, Alfredo Liedo, Daniel Salvador, David Gómez y Jorge Ramírez.
- El Campeón fue la Gimnástica Segoviana CF -91 puntos-, al que continuaron Atlético Astorga FC -80 puntos-, Unionistas de Salamanca CF -78 puntos-, CD Cristo Atlético -76 puntos- que se clasificaron para disputar la Fase de Ascenso a Segunda División B. Descendieron: CD Villamuriel con -37 puntos- ,CD Mirandes "B" y CD Villaralbo CF. Junto al CD Villamuriel el grupo estaba estaba compuesto por 20 equipos entre ellos otro equipo de la provincia: 4º CD Cristo Atletico.Temporada 2016/2017

### Temporada 2017/2018
En el apartado deportivo se ficho a Juan Carlos García como Entrenador ,continuaron en la Porteria; Miguel Ángel Sevillano "Sevi", Defensa; Héctor Amor, Diego Valencia, Chema Torres, Jesús Ramírez y Diego Rubio. Como Mediocentros; Pablo López "Tuco" (Capitán), Jorge González,Marcos Belerda, Iván López. Los Delanteros; Javier Rodriguez "Javichi".
Las incorporaciones fueron; Porteros: Alvaro Calvo (CD Becerril),Javi "Porterucho" (Peña Castilla), Defensas: Rubén Pérez "Pupy" y Samuel Pérez "Suco", Mediocentros: Juan Castrillo (Peña Castilla), Jaime Santodomingo (Canterano), Adrián Ramírez (CD Astudillo),Mohamed Ahmed (de vuelta), Mateo Caballero (de vuelta), Delanteros:Alvaro Durán (CIA), Egoix Calvo (CD Cristo Atlético),Daniel Salvador (de vuelta), David Ferreras (Canterano) y Elvis Jair (Venta de Baños CF) .
Bajas: Francis Olea, Víctor Merino (CD Becerril), Pablo García, Fernando Sánchez (Zamora CF), César Simón (Zamora CF), Sergio Sáez, Ruben Ruiz "Rubo" (CD Cristo Atletico),Juan de Antón, Jose Luis Giralte "Tato", Oliver González (Atco Tordesillas) .
Junto a Juan Carlos García en el Cuerpo Técnico participaron: Chema Sánchez (Segundo Entrenador), Alberto Pérez (Fisioterapeuta), Oscar Aparicio y Francisco Ramírez como Delegados.
Junto a Javier Ramírez en la Junta Directiva participaron: Oscar Aparicio,Francisco Ramírez y Mª Jesús Pozurama. 
- El Campeón fue el CF Briviesca -79 puntos-, al que continuaron CD La Granja -78 puntos-,los dos ascendieron a Tercera División.El CD Villamuriel quedó en octava plaza con -47 puntos-, Descendieron: CDR Atlético Palencia 1929,CD Universidad de Burgos, CD Raudense, CDF Paredes, Norma San Leonardo CF y CP Salas. Junto al CD Villamuriel el grupo estaba compuesto por 18 equipos entre ellos otros 4 equipos de la provincia: 10º CD Castilla Palencia, 11º CD Palencia, 13º CDR Átletico Palencia 1929 y 16º CDF Paredes. Temporada 2017/2018.

### Temporada 2023/2024
Comenzaba la temporada en Villamuriel, con muchas dudas e incertidumbres. Después de una mala temporada 2022/23 el club acabó en puestos de descenso a provincial. Finalmente se consiguió arrancar en 1º Regional por la no inscripción de un club. Una vez confirmada la continuidad en Regional se ficha de entrenador a Pablo López "Tuco", con la ayuda de Iván López, como segundo entrenador, y Roberto Ortega, como entrenador de porteros que se unieron a Jonatan Martínez, masajista y a Adrián Ramírez “Rami” ayudante de entrenador, que ya estuvieron en la anterior temporada. Gracias a grandes fichajes y a renovaciones muy importantes se confeccionó la siguiente plantilla: Alvaro Calvo, Mario Merino, Ismael Cardeñoso, Juan Castrillo, Rubén Pérez "Pupy", Iván Pérez "Chemby", Hector Perez, Antonio Emperador, César Simón, Guillermo García, Alejandro Curieses "Jhambo", Diego Santodomingo, Víctor Tejido, Miguel Perez, Jaime Gómez, Alejandro Diez, Alvaro Soto y Jaime Hernandez. A lo largo de la temporada causaron baja Diego Santodomingo, Víctor Tejido, Ismael Cardeñoso y Hector Perez estos dos últimos por una grave lesión de rodilla. Por ello, se incorporaron: Jesús Ramírez, Sergio Mata, Eduardo Pinacho y Alvaro García "Alvi".
Pese a no ser uno de los equipos favoritos, debido a la mala anterior temporada, el CDV se planto en la penúltima jornada con opciones de igualar a puntos al CD Briviesca, líder de la categoría. El CD Briviesca en esta jornada perdió frente al CD Cebrereña, en casa, eso daba la oportunidad al CD Villamuriel a igualarla a puntos, quedando en la última jornada un partido determinante CD Villamuriel-CD Briviesca que se jugaría en el Rafael Vazquez Sedano coincidiendo con las fiestas patronales de Villamuriel. Pero antes de eso el CD Villamuriel debería ganar en la casa del Unami, objetivo que no se logró y se perdió cualquier tipo de oportunidad de ascenso directo, pese a eso el CD Villamuriel dio una buena cara en un partido festivo frente al Briviesca ganando por 3-1, preparándose para el play-off histórico.
Tras el nuevo formato de competición en la que se añadio una 2ª fase de competición, por primera vez el Club Deportivo Villamuriel jugaba unos play-off de ascenso a 3º RFEF los cruces le enfrentaron, en semifinales, al CD Mojados jugando la vuelta en casa. Hasta Mojados se desplazo una gran cantidad de aficionados y aficionadas Villamurielenses que llenaron de color verde las calles del pueblo y por supuesto el C.M de Mojados. Fue un partido de ida muy disputado que acabó 2-1 a favor del equipo local. Aún quedaba la vuelta en Villamuriel, el pueblo se preparó para el gran día. Vermú, fan-zone con DJ y un gran recibimiento a los jugadores fueron la ilusión de un pueblo. El partido tuvo pocas ocasiones pero el Mojados se adelantó poniendo 3-1 la eliminatoria y pese que el CD Villamuriel lo intentó una roja en el minuto 70 aproximadamente apagó la ilusión.
Finalmente la final la ganará el Atlético Mansilles que ascendería directamente pero el CD Mojados, por diversas circunstancias de categorías superiores ascendió a 3° RFEF. Teóricamente la plaza de copa del rey la recibiría el CD Mojados por no ascender pero como eso finalmente no fue así se le otorgó la plaza al CD Villamuriel que jugaría la Copa del Rey en la temporada 2024/25.

### Temporada 2024/2025
Comenzaba una ilusionante temporada en Villamuriel, manteniendo un bloque de cuerpo técnico, plantilla y directiva, que se enfrentarían por primera vez a la Previa de Copa del Rey. El cuerpo técnico mantiene a sus 5 integrantes intactos: Pablo López "Tuco", entrenador, Iván López, segundo entrenador, Roberto Ortega, entrenador de porteros, Jonatan Martínez, masajista, y Adrián Ramírez “Rami”, ayudante de entrenador.
La plantilla mantenía el bloque del año pasado: Álvaro Calvo, Mario Merino, Ismael Cardeñoso, Juan Castrillo, Rubén Pérez "Pupy", Iván Pérez "Chemby", Guillermo García, Alejandro Curieses "Jhambo", Miguel Pérez, Jaime Gómez, Alejandro Diez, Álvaro Soto, Jaime Hernandez, Sergio Mata, Héctor Pérez, Jesús Ramírez, Álvaro García “Alvi” y Eduardo Pinacho repetían en el CD Villamuriel. A ellos se les sumaba las nuevas caras: Adrián Pérez “Peri”, Daniel Ciruelos “Ciru”, Mateo Gutiérrez, Aitor Martínez e Ignacio Blanco “Nacho” que sustituían a las bajas de: Cesar Simón, Antonio Emperador “Toño” y Jaime Hernández. A lo largo de la temporada se reincorporo Cesar Simón, además, causo baja: Sergio Mata, la cual fue sustituida por Mario Vallejo.
La temporada 2024-2025 se esperaba como una temporada histórica tras la confirmación el 10 de septiembre de 2024 de que el CD Villamuriel jugaría la ronda previa de la COPA de S.M. el REY. Esta temporada dejaría fechas y momentos inolvidables en todos los villamurielenses. 
La primera de ellas será el 16 de septiembre de ese año, cuando se produce el sorteo de la previa en el cual se descubre que el partido se jugará frente al CD Aurrera de Vitoria, en el Rafael Vázquez Sedano. 
Tras muchos nervios e ilusiones, llegamos al Gran Dia, el 9 de octubre, el CD Villamuriel se enfrentaba a CD Aurrera luchando por una plaza en la primera ronda de copa del rey. Nos encontrábamos en una noche mágica, el Rafael Vázquez Sedano lleno, acogiendo alrededor de 2000 personas, algo histórico para este estadio, un partido vibrante y muy igualado, y una afición volcada con los suyos. El partido se mantuvo 0-0 durante la primera parte y gran parte de la segunda hasta que en el minuto 70, Iván Pérez “Chemby” marcaba el gol más histórico del CD Villamuriel poniendo el 1-0 que permitiría al CD Villamuriel enfrentarse a un Primera División.
Al día siguiente, el 10 de octubre, todo el pueblo, sin importar la edad o el género, se volvía a citar, pero esta vez en el “Bar Las Piscinas” para descubrir el próximo rival en copa del rey. Tras varios momentos de nervios se acabo revelando que el siguiente equipo en enfrentarse al CD Villamuriel en Copa del Rey sería el Rayo Vallecano de Madrid, por primera vez en la historia un equipo de Primera División se enfrentaría al CD Villamuriel.
El partido se daría el 29 de octubre de 2024, pero antes de llegar a el todo el pueblo se volcó con el futbol, directiva, jugadores, cuerpo técnico, ayuntamiento, bares, aficionados… Fueron semanas de agobio pero que dieron resultado en el gran día. La Balastera abría las puertas al CD Villamuriel para enfrentarse al Rayo Vallecano. El día comenzaba con la llegada de los jugadores palentinos donde se vivió un gran recibimiento, completamente teñido de verde por los aficionados y se mantendría de ese color todo el día. Ese día toda la plantilla tuvo la recompensa de sentarse en el banquillo y vivir la experiencia lo mas cerca posible. Una vez comenzado el partido las 8000 personas que había conseguido juntar el CD Villamuriel no dejaron de animar en ningún momento, pese al esfuerzo de todo el equipo el partido acabo con un 0-5 a favor del Rayo Vallecano, pero el resultado es lo de menos después de la hazaña histórica conseguida.
La temporada liguera se vio ligeramente afectada por la participación en la Copa del Rey pese a eso el equipo consiguió una meritoria 6ª plaza que le permitiría continuar otra temporada en Primera División Regional

## Datos del Club
- Temporadas en 1.ª: 0
- Temporadas en 2.ª: 0
- Temporadas en 2.ªB: 0
- Temporadas en 3.ª: 2
- Temporadas en Primera Regional: 25 (incluida temporada 2025/2026)
- Temporadas en Liga Provincial de Palencia: 23
- Copa del Rey: Primera Ronda
- Mejor puesto en la liga: 2º (Primera División Regional, temporada 2014/15)

## Uniforme

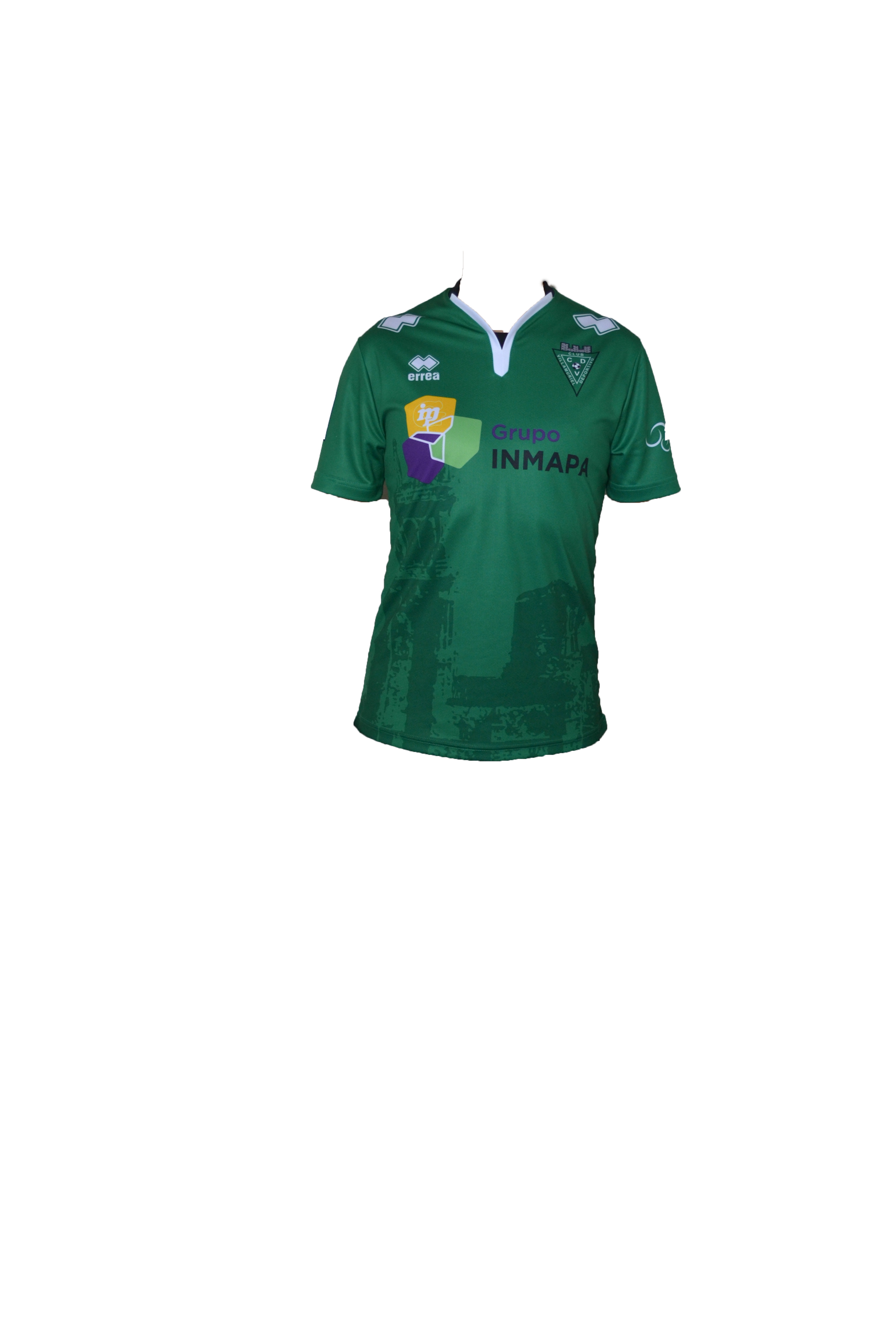
La Piel de Nuestro Pueblo.

- Uniforme titular: Verde con detalles en Negro y Blanco en la que destaca el monumento mas preciado he imagen del pueblo de Villamuriel de Cerrato. En la parte delantera (Abajo) La iglesia de Santa María la Mayor del Siglo XIII https://es.wikipedia.org/wiki/Iglesia_de_Santa_María_la_Mayor_(Villamuriel_de_Cerrato) con el escudo en el lado del corazón y el patrocinador en el centro, en los hombros el logo de la marca deportiva Erreà, en la manga derecha el parche de Proliga y la manga izquierda la publicidad de la tienda de deportes Dibo. En la parte trasera arriba las banderas que representan, la de la provincia de Palencia y la de Castilla y León justo debajo Diputación de Palencia seguido del dorsal en el centro y debajo el eslogan turístico de Vive Villamuriel, es una camiseta única y exclusiva de coleccionista ,el diseñador fue el presidente del Club por aquel entonces ; Javier Ramírez. La marca italiana Erreà es quien la fabrica junto al pantalón negro y medias verdes. A día de hoy sigue siendo la equipación actual y se ha convertido en la camiseta más vendida de la historia del club palentino.
- Uniforme alternativo: Camiseta roja idéntica a la primera equipación pero diferente color, pantalón rojo y medias rojas.

## Estadio
El CD Villamuriel juega como local en el Estadio Rafael Vázquez Sedano situado en la Avda de la Aguilera S/N. El estadio dispone de un aforo de 2.000 espectadores, 400 de ellos sentados y unas dimensiones del terreno de juego de 101 x 58 m.
El estadio hasta el 14 de agosto de 2014 se llamaba Campo de Fútbol La Aguilera, cambio que se produjo como homenaje a Rafael Vazquez Sedano, fallecido este mismo año, expresidente del Club y exalcalde durante muchos años del municipio. El acto consistió en la presentación del nuevo cartel en la que estuvierón presentes su viuda y familiares junto a representantes del excmo ayuntamiento de Villamuriel, el alcalde Carlos Morchón, Elena García concejal de deportes y Javi Ramírez presidente del Club, entrega de detalle conmemorativo a los familiares y  saque de honor. Al finalizar el acto se celebró el partido CD Villamuriel vs CD Becerril.

## Temporadas
En total, ha jugado 2 temporadas en Tercera División Nacional Grupo VIII siendo su mejor puesto decimotercero en la temporada 2015-2016 obteniendo la permanencia y siendo equipo revelación, 24 temporadas en Primera División Regional Preferente,oscilando entre el segundo puesto en las temporadas 2014-2015 y 2023-2024, cuarto puesto de la temporada 2009-2010 y 2013-2014 ,el decimotercer puesto en 2022-2023 que le hacia descender de categoría pero las renuncias de varios equipos le hicieron permanecer y decimosexto de la 1982-1983, 1994-1995 y 1999-2000, que fueron las tres temporadas en que descendió de categoría. En Primera Provincial ha participado 22 veces, siendo su mejor clasificación el campeonato conseguido en las temporadas 1998-1999 y 2005-2006 y la peor el noveno puesto de la 1977-1978 y de la 1988-1989. Su única temporada en Segunda Provincial, la 1976-1977, finalizó en el segundo puesto.
| Temporada | Nivel | División   | Posición |
| --------- | ----- | ---------- | -------- |
| 1976–77   | 6     | 2ª Prov.   | 2ª       |
| 1977–78   | 6     | 1ª Prov.   | 9º       |
| 1978–79   | 6     | 1ª Prov.   | 5º       |
| 1979–80   | 6     | 1ª Prov.   | 6º       |
| 1980–81   | 6     | 1ª Prov.   | 2º       |
| 1981–82   | 5     | Reg. Pref. | 12º      |
| 1982–83   | 5     | Reg. Pref. | 16º      |
| 1983–84   | 6     | 1ª Prov.   | 4º       |
| 1984–85   | 6     | 1ª Prov.   | 4º       |
| 1985–86   | 6     | 1ª Prov.   | 7º       |
| 1986–87   | 6     | 1ª Prov.   | 4º       |
| 1987–88   | 6     | 1ª Prov.   | 4º       |
| 1988–89   | 6     | 1ª Prov.   | 9º       |
| 1989–90   | 6     | 1ª Prov.   | 5º       |
| 1990–91   | 6     | 1ª Prov.   | 2º       |
| 1991–92   | 5     | Reg. Pref. | 8º       |
| 1992–93   | 5     | Reg. Pref. | 12º      |
| 1993–94   | 5     | Reg. Pref. | 8º       |
| 1994–95   | 5     | Reg. Pref. | 16º      |
| 1995–96   | 6     | 1ª Prov.   | 12º      |

| Temporada | Nivel | División | Posición |
| --------- | ----- | -------- | -------- |
| 1996–97   | 6     | 1ª Prov. | 3º       |
| 1997–98   | 6     | 1ª Prov. | 7º       |
| 1998–99   | 6     | 1ª Prov. | 1º       |
| 1999–2000 | 5     | 1ª Reg.  | 17º      |
| 2000–01   | 6     | 1ª Prov. | 2º       |
| 2001–02   | 6     | 1ª Prov. | 4º       |
| 2002–03   | 6     | 1ª Prov. | 6º       |
| 2003–04   | 6     | 1ª Prov. | 6º       |
| 2004–05   | 6     | 1ª Prov. | 3º       |
| 2005–06   | 6     | 1ª Prov. | 1º       |
| 2006–07   | 5     | 1ª Reg.  | 7º       |
| 2007–08   | 5     | 1ª Reg.  | 8º       |
| 2008–09   | 5     | 1ª Reg.  | 6º       |
| 2009–10   | 5     | 1ª Reg.  | 4º       |
| 2010–11   | 5     | 1ª Reg.  | 8º       |
| 2011–12   | 5     | 1ª Reg.  | 6º       |
| 2012–13   | 5     | 1ª Reg.  | 9º       |
| 2013–14   | 5     | 1ª Reg.  | 6º       |
| 2014–15   | 5     | 1ª Reg.  | 2º       |
| 2015–16   | 4     | 3ª RFEF  | 13º      |

| Temporada | Nivel | Division | Posición |
| --------- | ----- | -------- | -------- |
| 2016–17   | 4     | 3ª RFEF  | 18º      |
| 2017–18   | 5     | 1ª Reg.  | 8º       |
| 2018–19   | 5     | 1ª Reg.  | 7º       |
| 2019–20   | 5     | 1ª Reg.  | 12º      |
| 2020–21   | 5     | 1ª Reg.  | 4º       |
| 2021–22   | 6     | 1ª Reg.  | 6º       |
| 2022–23   | 6     | 1ª Reg.  | 13º      |
| 2023–24   | 6     | 1ª Reg.  | 2º       |
| 2024–25   | 6     | 1ª Reg.  | 6ª       |

- 2 Temporadas en Tercera Federación/Tercera División RFEF
- Partidos en Tercera RFEF https://www.google.com/search?q=villamuriel+tercera+division&rlz=1C5CHFA_enES933ES933&oq=villamuriel+tercera+division&gs_lcrp=EgZjaHJvbWUyBggAEEUYOTIHCAEQIRigAdIBCDc4OThqMGo3qAIAsAIA&sourceid=chrome&ie=UTF-8#cobssid=s&sie=t;/g/12q4zm_92;2;/m/0d56yj;bs;hd;;;;2017-05-14T16:00:00Z

## Participaciones en Copa del Rey
Plantilla C. D. Villamuriel en la temporada 2024-25
| Temporada | Ronda                   | Rival                    | Local | Visitante | Global |  | Goleadores                                                                                         |
| --------- | ----------------------- | ------------------------ | ----- | --------- | ------ |  | -------------------------------------------------------------------------------------------------- |
| 2024-25   | Previa Interterritorial | C. D. Aurrera de Vitoria | 1-0   | —         | 1-0    |  | Iván Pérez "Chemby" ( 70')                                                                         |
| 2024-25   | Primera ronda (1/64)    | Rayo Vallecano           | 0-5   | —         | 0-5    |  | Raúl de Tomás ( 43' (pen.), 48'), Óscar Trejo ( 44'), Sergi Guardiola ( 68'), Etienne Eto'o ( 88') |

- El partido de 1/64 se disputó en el Estadio Nueva Balastera de Palencia el 29-10-24 a las 19:00.

## Palmarés
Campeón de Liga Primera División Provincial Palencia 1998/1999
Campeón de Liga Primera División Provincial Palencia 2005/2006
Subcampeón de Liga Segunda División Regional Palencia 1976/1977
Subcampeón de Liga Primera División Provincia Palencia 1980/1981
Subcampeón de Liga Primera División Provincial Palencia 1990/1991
Subcampeón de Liga Primera División Provincial Palencia 2000/2001
Subcampeón de Liga Primera División Regional Preferente Castilla y León 2014/2015
Subcampeón de Liga Primera División Regional Preferente Castilla y León 2023/2024
Campeón Juego Limpio Primera División Regional Preferente Castilla y León 2011/2012
Galardón Embajadores de Villamuriel de Cerrato 2013
Nominación al Mejor Club en los Premios Deporte Palentino 2015 Diputación de Palencia.
Mejor Club 2015 elegido por la Real Federación de Castilla y León de Fútbol, Delegación de Palencia.
Mejor Club 2024 Premios Deporte Palentino Diputación de Palencia.

## Presidentes
Cronología de los Presidentes

Javier Ramírez ex-Presidente del CD Villamuriel es actual Directivo de la Real Federación de Castilla y León de Fútbol (RFCYLF) desde 2016 y Miembro de la Comisión Estratégica de la RFCYLF/RFEF/UEFA Academy 2020/2024

- Pedro Garcia Martínez 1976 - 1981 (1976 2ª Provincial Palencia ,presidente fundador del club,1977 Ascenso 1ª Provincial Palencia 1979)

- Rafael Vázquez Sedano 1981 - 1984 (1979 1ª Provincial Palencia, 1981 Ascenso 1ª Regional Preferente CyL,el Campo de Fútbol Municipal donde juega el equipo lleva su nombre,1983 Descenso 1ª Provincial Palencia 1984)

- Miguel Aparicio 1984 -
- Mariano González López
- Francisco Conejo
- Miguel Ángel Alcalde
- Nicolás Petidier Berni
- Víctor Arguello
- Mario Madroño
- Juan "Aldeano"

- Raúl Aparicio Ramírez 2002 - 2012  (2002 1ª Provincial Palencia,2006 Ascenso 1ª Regional Aficionado, en 2012 durante su mandato se consiguió ser campeón de Juego Limpio 2012) 2018-actual (2018 1ª Regional Aficionado,2024 Debut histórico en Copa del Rey,Mejor Club de la provincia de Palencia).

- Javier Ramírez González 2012 - 2018 (2012 1ª Regional Aficionado,2015 Ascenso Histórico a la categoría Bronce del fútbol español Tercera División Nacional durante su mandato en 2013 fueron galardonados como Embajadores de Villamuriel, en 2015 fueron pregoneros de las fiestas de Villamuriel, nominados a Mejor Club de la provincia de Palencia y elegido Mejor Club por la Real Federación de Castilla y León ,2017 Descenso a la 1ª Regional Aficionado 2018)

## Entrenadores
- Martín (1991/1992) 1991 1ª Regional Aficionado 1992
- Chema Torres (1993/1994) 1993 1ª Regional Aficionado 1994
- Toño Marcos 2004 1ª Provincial Palencia
- Roberto Revuelta (2005/2008 y 2012/2014) 2006 Ascenso1ª Regional Aficionado 2014
- Zapatero 2008 1ª Regional Aficionado
- Francis Olea (2014/2016 y 2017) 2014 1ª Regional Aficionado,2015 Ascenso Histórico a la categoría Bronce del fútbol español Tercera División Nacional ,2017 Descenso a la 1ª Regional Aficionado
- Mario Prieto (2016/2017) 2016 Tercera División Nacional no terminó la temporada 2017
- Juan Carlos García (2017/2018) 2017 1ª Regional Aficionado 2018
- Pablo Martínez (2018/2023) 2018 1ª Regional Aficionado 2023 Descenso a la 1ª Provincial Aficionado (no consumado por la no inscripción de un club) 2023
- Pablo López (2023/2025) 2023 1ª Regional Aficionado,2024 2ª Fase Regional Aficionados (eliminados) lo que le da plaza para disputar por primera vez en la historia del club hasta la Primera Eliminatoria de la Copa del Rey.
- Iván López (2025/actualmente) 2025 1ª Regional Aficionado

## Afición
El club superó los 600 socios en la temporada 2015/2016 con el histórico ascenso a Tercera División Nacional. Alrededor del club han existido varias peñas, en las que destacan la primera de ellas ultras verdes ya desaparecida y Villa's People creada en 2016.En la actualidad cuenta con 202 socios temporada 2023/2024.

## Categorías Inferiores Filial
El Club Deportivo Villamuriel tiene como filial al Club Deportivo Deporte Base Villamuriel también llamada Escuela Municipal de Fútbol perteneciente al Excelentísimo Ayuntamiento de Villamuriel de Cerrato y fue fundado en el 1987.
| TEMPORADA     | 2024/2025           |
| Equipo        | División            |
| ------------- | ------------------- |
| Juvenil       | Primera provincial  |
| Cadete        | Primera provincial  |
| Cadete B      | Segunda provincial  |
| Infantil A    | Primera provincial  |
| Infantil B    | Segunda provincial  |
| Alevín A      | Primera provincial  |
| Alevín B      | Segunda provincial  |
| Alevín C      | Tercera provincial  |
| Benjamín A    | Primera proivincial |
| Benjamín B    | Segunda provincial  |
| Benjamín C    | Tercera provincial  |
| Prebenjamin A | Primera provincial  |
| Prebenjamín B | Segunda provincial  |
| Debutantes    | Primera provincial  |